# Lohner c3
A Lohner c3  az osztrák gyártmányú SGP villamosok négytengelyes pótkocsija. Magyarországon Miskolcon voltak megtalálhatóak 2010-ig, ahol SGP E1-esek vontatták őket; a 2-es vonalon jártak, mert az 1-esen nem tudtak megfordulni. Ekkortól kezdve azonban a Zöld Nyíl építési munkálatai miatt nem tudtak közlekedni, és fővizsgájuk is lejárt, ezért a közlekedési vállalat a forgalomból kivonásuk mellett döntött. Később a 300-as pályaszámú kocsit nosztalgia célokból felújították és a 185-ös pályaszámú SGP E1-essel egybekapcsolva különleges alkalmakkor közlekedni szokott. A többi c3-ast elbontották.

## Jellemzők
A sorozat első darabjai az ötvenes évek legvégén készültek, tehát idősebbek, mint a miskolci E1-esek. Ajtóelosztásuk is más, mint a motorkocsiké. Elöl egy, középen két ajtószárny van, a hátsó ajtó kezdetben háromszárnyú volt, de a kalauz nélküli közlekedés bevezetésével Bécsben lehegesztették őket. Felépítésük egyébként megegyezik az SGP-k belső terével. Fűtött, fénycsövek segítségével történik a világítás. Padlója sárlécpadló.
Főbb jellemzői:
- hegesztett rácsszerkezetre épített kocsitest
- két belső csapágyazású forgóváz
- gumibetétes abroncsok sínfékkel
- fűtött utastér
- fénycsöves világítás
- tetőn négy darab forgó szellőztetőventillátor
- elöl mechanikailag trombitacsatolással,
- elektromosan pedig 16-pólusú ELIN csatolással kapcsolódik a motorkocsihoz
- Vonatszakadás esetén rugóerőtárolós szerkezet működteti a  tárcsaféket, és sínfék is működésbe lép akkumulátorról.

## Változtatások
Bécsben a kalauzi szolgálat megszüntetése után egyéni ajtónyitást szereltek fel a kocsikban, szakadásvédelemmel, ugyanakkor eltávolították a tolatókapcsolót.

### Változtatások Miskolcon
- a jobb oldali, addig nem nyitható ablakokat is lehúzhatóra alakították
- a motor- és pótkocsi közé beépítettek egy plusz csatolást az indításjelző miatt.
- az utastér világítását 24 V-os rendszerűre építették át az addigi főáramú helyett, a világítótesteket lecserélték.